# Józef Zborowski
Józef Zborowski herbu Jastrzębiec (zm. w 1750 roku) – kasztelan czechowski w latach 1731–1750, w 1734 roku był deputatem z Senatu do podpisania konfederacji dzikowskiej.